# Rancho Santa Margarita, California
Rancho Santa Margarita, California là một thành phố ở quận Cam, tiểu bang California, Hoa Kỳ. Đây là trong những thành phố trẻ nhất tại Quận Cam, Rancho Santa Margarita là một cộng đồng đã được quy hoạch thiết lập dựa trên những ngọn đồi. Dân số là 47.853 người theo điều tra dân số năm 2010, tăng từ 47.214 vào điều tra dân số năm 2000.
Mặc dù nó được đặt tên là Rancho Santa Margarita y Las Flores, ở quận San Diego, giới hạn thành phố nằm trong biên giới của Rancho Mission Viejo.